# Іванде Кайя
Іванде Кайя — псевдонім Антонії Лукіної — (латис. Ivande Kaija; уроджена Антонія Мельдере-Міллере; 1876—1942) — латвійська письменниця та феміністка, яка боролася за незалежність Латвії. Громадськими працями та письменництвом Кайя виступала за те, щоб латиші передали активи «Золотому фонду», який став золотим резервом країни в 1920 р. Її державна служба була відзначена, коли в 1926 р. вона була нагороджена орденом Трьох зірок.

## Біографія
Антонія Мельдере-Міллере народилася 13 жовтня 1876 р. у Джумправмуйжі, Ліфляндській губернії Російської імперії  в сім'ї Мікеліса та Матільди (уродженої Флінтман) Міллере-Мельдере. Її батько став заможним власником бізнесу та орендодавцем і перевіз свою сім'ю в Торнякалнс, де Антонія розпочала навчання в 1881 році . Закінчивши початкову школу, вона продовжила навчання в Ризьській жіночій гімназії ім. Ломоносова . Під час шкільних днів у неї склалася дружба з Феліксом Лукінсом, за кого вона згодом вийшла заміж  , і опублікувала свій перший роман «Три новорічні ночі» (Trīs jaungada naktis) у 1892 році . Закінчивши середню школу в 1895 році, вона продовжила свою освіту, вивчаючи філософію та історію мистецтва в Бернському університеті, Швейцарія та Лейпцизькому університеті, Німеччина. Користуючись перевагами музеїв та художніх галерей, вона поповнила свої знання та вивчила англійську, французьку, німецьку, італійську, латинську та російську мови . У 1901 році вона кинула навчання і вийшла заміж за Лукінса, який став офтальмологом і згодом заснував Латвійську асоціацію лікарів . Наступні кілька років Лукіна працювала журналістом, у неї було троє дітей. У 1910 році вона поїхала до Швейцарії, де Райніс і Аспазія жили в еміграції . Під час візиту, після відвідування кладовища, вона обрала псевдонім «Кайя», що означає чайка, з пам'ятника, який вона побачила на кладовищі в Лугано.

## Кар'єра
Приблизно в той же час Лукіна вирішила відновити навчання і поїхала до Франції на уроки журналістики в Сорбонну . Вперше вона почала помічати втрату слуху приблизно в 1911 році, яка поступово погіршуватиметься . Вона писала редакційні статті для Коледжу Франції, їздила по всій Франції, Італії  і здійснила принаймні ще одну поїздку до Швейцарії, перш ніж повернутися до Риги в 1913 році. Того року вона видала Iedzimtais grēks (Inherent Sin) і почала використовувати псевдонім Kaija. Книга стосується невдоволення подружжя та вільної любові та викликає ажіотаж суперечливим зображенням сексуального звільнення жінок. Вона публікувала інші статті на теми про громадянські, політичні та соціальні проблеми, що зачіпають жінок, у таких журналах, як Dzimtenes Vēstnesis («Вісник батьківщини») та Latviešu izglītības biedrības gadagrāmata (Альманах Латвійської освітньої асоціації). 
Під час Першої світової війни чоловік Кайї був призваний служити хірургом, і сім'я пішла за ним на в Крим, Москву та Петроград . Епідемія трахоми, інфекційної хвороби очей, унеможливила повернення Лукінса до Латвії протягом майже чотирьох років , але Кайя повернулася в 1917 році зі своєю дочкою . Вона писала статті на користь незалежності і працювала соціальним працівником до кінця війни . Як прихильник латвійської незалежності, вона була кандидатом у депутати від першого латвійського парламенту і допомагала у складанні міністерського кабінету в 1918 році. Того ж року вона допомогла заснувати Latvijas Sieviešu Asociācija (Латвійська асоціація жінок), яка була організацією з прав жінок. домагаючись виборчого права.  Незалежність Латвії була проголошена 18 листопада 1918 р., але мирний договір з Радянським Союзом був підписаний лише в 1920 р. [джерело?] Одночасно з незалежністю жінки отримали право вибору.  У період з 1919 по 1920 р. вона створила Zelta fondu (Золотий фонд) для допомоги новій Латвійській Республіці.  Кайя закликала жінок дарувати ювелірні вироби, срібні вироби та інші матеріальні цінності, які були здані на зберігання і після війни стали золотим запасом уряду.
Починаючи з 1920 року, Кайя працювала у Міністерстві закордонних справ Латвійської Республіки, як коментатор французької преси, і була начальницею відділу мистецтва та літератури Latvijas Sargs (Латвійської гвардії). У 1919 р. вона опублікувала інший роман «В неволі», в якому оцінювався інститут подружжя, а наступного року — «Сфінкс», в якому повторювалася тема жінки, яка шукає ідеального кохання . У 1920 р. вона також видала твір «Бурштинова земля» — історичний роман про давніх жителів Прибалтики . У березні 1921 року Лукінс нарешті повернулась додому, провівши певний час у санаторії з приводу туберкульозу, і подружжя взяли разом відпустку. Кілька місяців по тому у Вальмієрі Кайя виголосила рідкісну промову, яку вона часто не робила через проблеми зі слухом, про соціальні проблеми, що стоять перед нацією. Незабаром після лекції у неї стався інсульт, втративши решту слуху, здатність говорити та рухливість. Вона провела три роки в реабілітації і відновила здатність ходити, але права сторона була паралізована. Її слух не повернувся, хоча вона продовжувала листуватися та писати, навчившись писати лівою рукою. 
У 1926 році Кайя була нагороджена орденом Три зірки за роль у сприянні розбудові Латвійської держави.  Між 1928 і 1931 рр. вона видала збірник своїх творів у десяти томах . Все частіше їй було важко продовжувати писати, і до 1936 р. вона майже перестала працювати . Коли почалася радянська окупація Латвії, твори Кайї вилучали з бібліотек, а її роботи зневажали . Вона була поранена в дорожньо-транспортній пригоді, повертаючись додому зі служб напередодні Різдва 1941 р. і доставлена до лікарні, де вона померла 2 січня 1942 р. Кайя була похована на Лісовому кладовищі в Ризі .

## Спадщина
На момент смерті Кайї її твори були знищені радянським режимом , але сучасна актуальність її творів згодом пережила відродження . У 2006 році її 130-річчя вшанувала Мальпілська парафіяльна рада, були вибрані читання та публічна лекція .

### Citations
1. 1 2 3 4 5 6 7 8 9  Bicēna, 2014.
2. 1 2 3 4 5  Карклиня, 2006.
3. 1 2 3 4  Meshkova, 2006, с. 204.
4. ↑  Cornis-Pope та Neubauer, 2010, с. 249.
5. 1 2 3 4 5 6  Meshkova, 2006, с. 205.
6. ↑  Nekropole, 2016.
7. 1 2  Krilovska, 2006, с. 6.
8. ↑  Towns, 2010, с. 101.
9. 1 2 3 4  Meshkova, 2006, с. 206.
10. 1 2 3  Krilovska, 2006, с. 7.